# Georg Vierling

Georg Vierling (1901)

Georg Vierling (* 5. September 1820 in Frankenthal; † 1. Juni 1901 in Wiesbaden) war ein deutscher Komponist, Organist und Dirigent.

## Leben
Georg Vierling lernte zuerst bei seinem Vater, dem Organisten Johann Jakob Vierling (1797–1867). Danach studierte er beim Hoforganisten Christian Heinrich Rinck in Darmstadt und ab 1842 bei Adolf Bernhard Marx in Berlin. 1847 wurde er Organist in Frankfurt (Oder), später auch Leiter der dortigen Singakademie, hier konnte er gemeinsam mit den Musikern der Theaterkapelle Bach-Oratorien und Passionsmusiken aufführen. 1853 wurde er Leiter der Liedertafel in Mainz.
Vierling war ab 1854 in Berlin als Komponist, Dirigent und Privatlehrer tätig. 1857 gründete er den Bach-Verein, den er bis 1868 leitete, und 1859 wurde er königlich preußischer Musikdirektor. 1882 wurde er in die königliche Akademie der Künste in Berlin aufgenommen und später in deren Senat gewählt. Neben zahlreichen Ehrungen, die ihm zuteilwurden, erhielt er die Ehrendoktorwürde der Universität Berlin.
Seine Kompositionen orientieren sich an seinen klassischen Vorgängern, besitzen jedoch eine zeitgenössische moderne Auffassung. Seine Oratorien Constantin und Der Raub der Sabinerinnen fanden internationale Anerkennung. Vierling schrieb Lieder, Gesangskompositionen für gemischten Chor mit und ohne Begleitung, Klavier- und Orgelwerke, Ouvertüren und eine Sinfonie. Vierlings besonderes Verdienst war sein Einsatz um das Musikleben in Frankfurt/Oder und um die Aufführung der Vokalwerke Bachs.
Er wurde auf dem Alten St.-Jacobi-Friedhof in Berlin beerdigt.

## Werke (Auswahl)
- Chorwerke
  - Sonntags am Rhein, op. 01, Text Robert Reinick, gew. Frau F. Bürde geb. Milder. M. Bahn, Berlin.
  - Der Raub der Sabinerinnen op. 50 (Oratorium) Text, Arthur Fitgen (1840–1909)
  - Alarich op. 58 (Oratorium)
  - Constantin op. 64 (Oratorium) Text, Heinrich Bulthaupt
  - Hero und Leander op. 30

- Chorwerke a cappella
  - Der Herr hat seinen Engeln befohlen (Psalm 91) Berliner Chormusik-Verlag/Edition Musica Rinata 2002
  - Frohlocket mit Händen, alle Völker (Psalm 47) op. 25 für 8-stimmig gemischten Chor SATB+SATB. Berliner Chormusik-Verlag/Edition Musica Rinata 2014
  - Vier Quartette op. 26 (Mag da draussen Schnee sich türmen; Täuschung; An den Mond; Frühlingsgefühl), Berliner Chormusik-Verlag 2008
  - Vier Chorgesänge für Männerchor op. 28 (Lieben ohne Maß; Der Winter bringt mich nicht zum Schweigen; Mensch, verspotte nicht den Teufel; Märznacht) Berliner Chormusik-Verlag 2008
  - Drei Männerchöre op. 35 (Im Walde; Frühlingsbotschaft; Das Hildebrandlied) Berliner Chormusik-Verlag 2008
  - Wenns Ostern wird am Tiberstrom op. 38 Berliner Chormusik-Verlag 2008
  - Frühling op. 39 für 4-stg. gem. Chor und Klavier Berliner Chormusik-Verlag 2008
  - Gottes ist der Orient! op. 77 Berliner Chormusik-Verlag 2008

- Instrumentalmusik
  - 5 Ouverturen u. a. zu Heinrich von Kleist Hermannsschlacht, op. 31
  - 6 Orgelstücke op. 23
  - Klaviersonate op. 44
  - Klaviertrio op. 51
  - Streichquartett Nr. 1, op. 56
  - Streichquartett Nr. 2, op. 76. C.A. Challier, Berlin, 1892.
  - Serenate für Violine und Klavier, op. 85, gew. Herrn Concertmeister Alfred Krasselt. B. Schott, Mainz, 1897.
  - 7 Fantasien für Violine oder Cello, nach Themen bedeutender Klassiker